# Dryckeskultur i Sverige
Svensk dryckeskultur har länge präglat samhället där de första spåren av alkoholhaltiga drycker i Sverige, tillverkningen och konsumtionen av mjöd, är daterade till så tidigt som 300-talet f.Kr. Vid denna tidpunkt brukades alkohol enbart vid festligheter eller som offergåva till de nordiska gudarna. Sedan dess har alkohol använts i en rad olika sammanhang, allt ifrån som substitut under perioder av vattenbrist och som läkemedel mot pest och depression, till handelsvara under 1800-talet. Den traditionella svenska dryckeskulturen har länge inneburit att man, under endast en kväll i veckan, konsumerat en större mängd alkohol, ofta i samband med social samvaro. Denna kultur har emellertid förändrats över tid och sedan 1990-talet har konsumtionen fördelats på veckans alla dagar där man snarare dricker lite men ofta.

## Historia
Genom historien har normer och trender präglat vad de svenska hushållen dricker. Nedan redogörs för vad som dracks samt historiska händelser som har varit avgörande för alkoholkulturens utveckling.  

### 1900–1920
I början av sekelskiftet 1900 fanns inga restriktioner gällande konsumtion och inköp av alkohol. Sprit såsom brännvin och punsch var de i särklass mest vanliga alkoholdryckerna. 1917 införs motboken, ett slags tillstånd som reglerade vem som fick köpa alkohol och hur mycket.

### 1920–1950
Under denna period var alkoholkulturen mycket snarlik till ovanstående årtal där spriten fortsatt hade högst efterfrågan. Däremot blev kulturen mer centraliserad då Vin & Sprit, i samarbete med systembolaget, fick monopol på både alkoholtillverkning och försäljning.

### 1950–1970
Motbokens avskaffande 1955 hade som följd att det svenska systembolaget övergick till den modell av restriktiv alkoholförsäljning som tillämpas än idag. Vinet fick en stor spridning och blev i samband med detta också en välkänd dryck. En typisk vardagsdryck under denna period var öl.

### 1970–nutid
Omkring 1970 gick för första gången någonsin vinkonsumtionen om spritkonsumtionen; systembolaget hade lyckats med sitt uppdrag att få ner spritkonsumtionen. Vin har än idag en starkare ställning i samhället, där konsumtionen är större än den av sprit.

## Högtider
Högtider och dryckeskultur, och således alkoholhaltig dryck, går många gånger hand i hand med firandet av svenska traditioner såsom jul, påsk och midsommar samt vid andra typer av tillställningar, till exempel inom studentlivet och afterwork-kulturen.

### Jul
Det finns i regel ingen etikett kring vad som skall drickas under julfirandet men traditionellt sett präglas högtiden av tre dryckesalternativ: julöl, julmust och glögg. De två förstnämnda klassas som måltidsdrycker och dricks ofta vid julbordet som komplement till den vanligen mastiga och feta maten. Julöl, till skillnad från vanlig öl, är vanligtvis en mörk öl som karaktäriseras dels av högre sötma och dels av kryddiga inslag. Ett alkoholfritt alternativ är julmust. Det är en svensk läskedryck som kännetecknas av en hemlig kryddblandning som ger drycken dess mörka och rika smak. Glögg är uppvärmt vin som smaksatts med olika kombinationer av kryddor, och som vanligtvis dricks vid fikastunder under hela december månad. Givetvis har både julöl och glögg alkoholfria alternativ.

### Påsk
Påskfirandet präglas många gånger av drycker såsom påsköl, snaps och påskmust. Konsumtionen av påsköl är en ung tradition då lanseringen av den första påskölen ägde rum så sent som 1991. Den klassiska påskölen är en lite starkare och mörkare lager som passar väl till den traditionella påskmaten. Snaps, eller brännvin, dricks vanligen i ett 6 centiliters glas och det är, på liknande vis som påsköl, ett komplement till maträtterna som vanligtvis serveras under påskfirandet. Påskmust är, precis som julmust, en läskedryck som karaktäriseras av sin kryddiga och rika smak.

### Midsommar
Den typiska midsommarlunchen består oftast av mat i stil med bland annat inlagd sill, lax, kokt potatis och ägg. Till dessa finns en mängd olika dryckesalternativ, däribland vin, snaps och öl samt alkoholfria alternativ som läskedryck, fläderblomssaft och cider.

### Kräftskiva
Att kräftor förtärs bland svenskar är sedan gammalt sedvanligt, likaså kräftskivor. Det finns generellt sett inga specifika drycker som utmärker kräftskivan, men det är vanligt att tre drycker – öl, vin och snaps – påträffas vid högtiden.

### Övrigt
Givetvis finns andra högtider och tillställningar då dryckeskulturen har stor inverkan på dels den sociala interaktionen och dels skapandet av nya traditioner, på såväl individ- som samhällsnivå.

#### Studentliv
Studentliv förknippas vanligen med en stor alkoholkonsumtion och starka alkoholtraditioner. Detta påvisas i en undersökning från 2014 där drygt 7000 studenter från 4 olika studentkårer deltog och där det framkom att 69 % av studenterna ansåg att alkohol är en självklar del av studentlivet, samt att många traditioner förstärker denna norm. Det finns i de flesta studentsammanhang såsom mottagningsveckor, även kallad nollningsperiod, sittningar, studentpubar och aktiviteter efter tentor möjlighet att välja mellan ett stort urval av dryckesalternativ, däribland öl, vin, cider och sprit av olika slag. Enligt samma studie som ovan framgår att 81 % av studenterna tycker att alkohol "kan fylla en positiv funktion i sociala sammanhang och traditioner inom studentlivet", men samtidigt menar drygt hälften av deltagarna att "det är svårare att passa in i studentlivet om man inte dricker alkohol än om man gör det". Det framkommer även att de som inte dricker alkohol har deltagit i studentaktiviteter i mindre utsträckning än andra. Trots att alkoholkonsumtion är starkt associerad med universitetsliv och dess seder tyder flera undersökningar på att alkoholtraditioner inom studentlivet kan verka exkluderande mot de som inte dricker alkohol.

#### Afterwork (AW)
Afterwork är en social tillställning då arbetskamrater efter en arbetsdag, ofta vid veckans slut, träffas och går till en restaurang eller bar för umgänge. Andra vanliga aktiviteter kan vara träning eller deltagande i föreläsningar eller seminarier. Alkoholkulturen tar även vid dessa sammankomster stor plats, där de vanligaste dryckesalternativen är öl, cider och vin samt alkoholfria alternativ. Afterwork-kulturen har en betydande roll för att dels öka sammanhållningen bland kollegor (och därmed även känslan av gemenskap), och dels skapa en miljö som präglas av mer informella samtal och där olika ämnen kan diskuteras på ett mer fritt och kreativt sätt.
Under mitten av 1800-talet var alkohol en stor del av arbetslivet där konsumtionen även skedde på arbetstid. I början av 1900-talet arbetade fackföreningar med att minska alkoholkonsumtionen på arbetsplatser. Under 1980-talet började alkoholbruk i arbetssammanhang att återupptas och denna trend är än idag fortgående. På senare tid har fenomenet afterwork utvidgats till att nu även ske på digitala plattformar, mycket med anledning av Coronaviruspandemin.
Det faktum att afterwork och alkoholkonsumtion ofta går hand i hand kan leda till distansering mellan arbetskollegor och känslan av utanförskap på arbetsplatser. Detta kan förklaras av en rad olika orsaker, däribland ekonomiska förutsättningar, alkoholproblematik, religiösa anledningar samt åldersskillnad.

## Alkoholfritt
Givetvis finns det alkoholfria alternativ till drycker som vanligen är alkoholhaltiga, däribland dryckerna nedan:

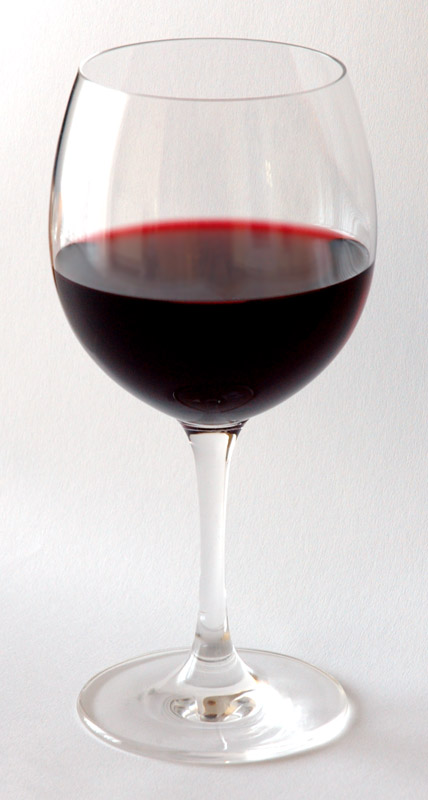
Vin
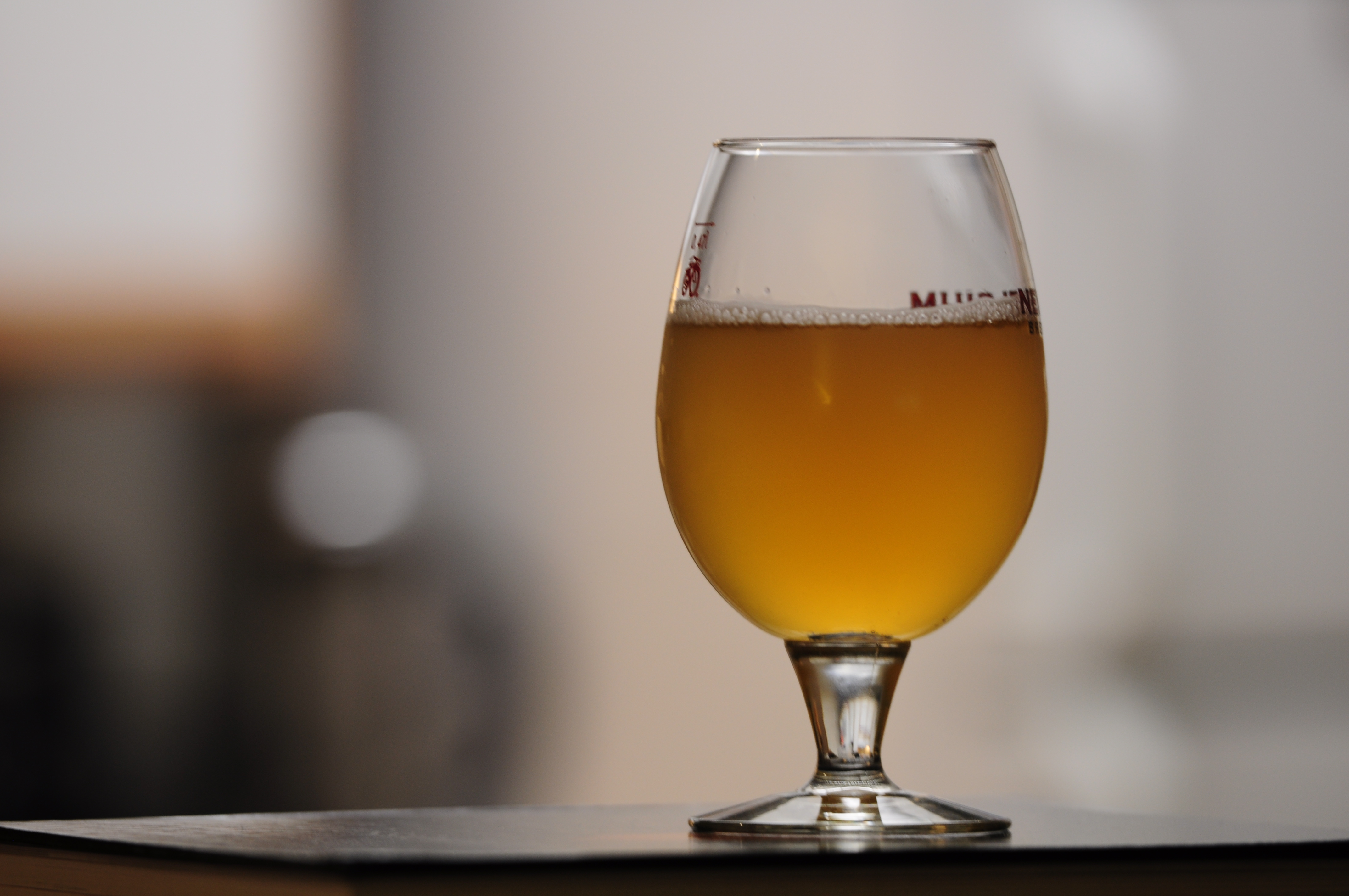
Öl
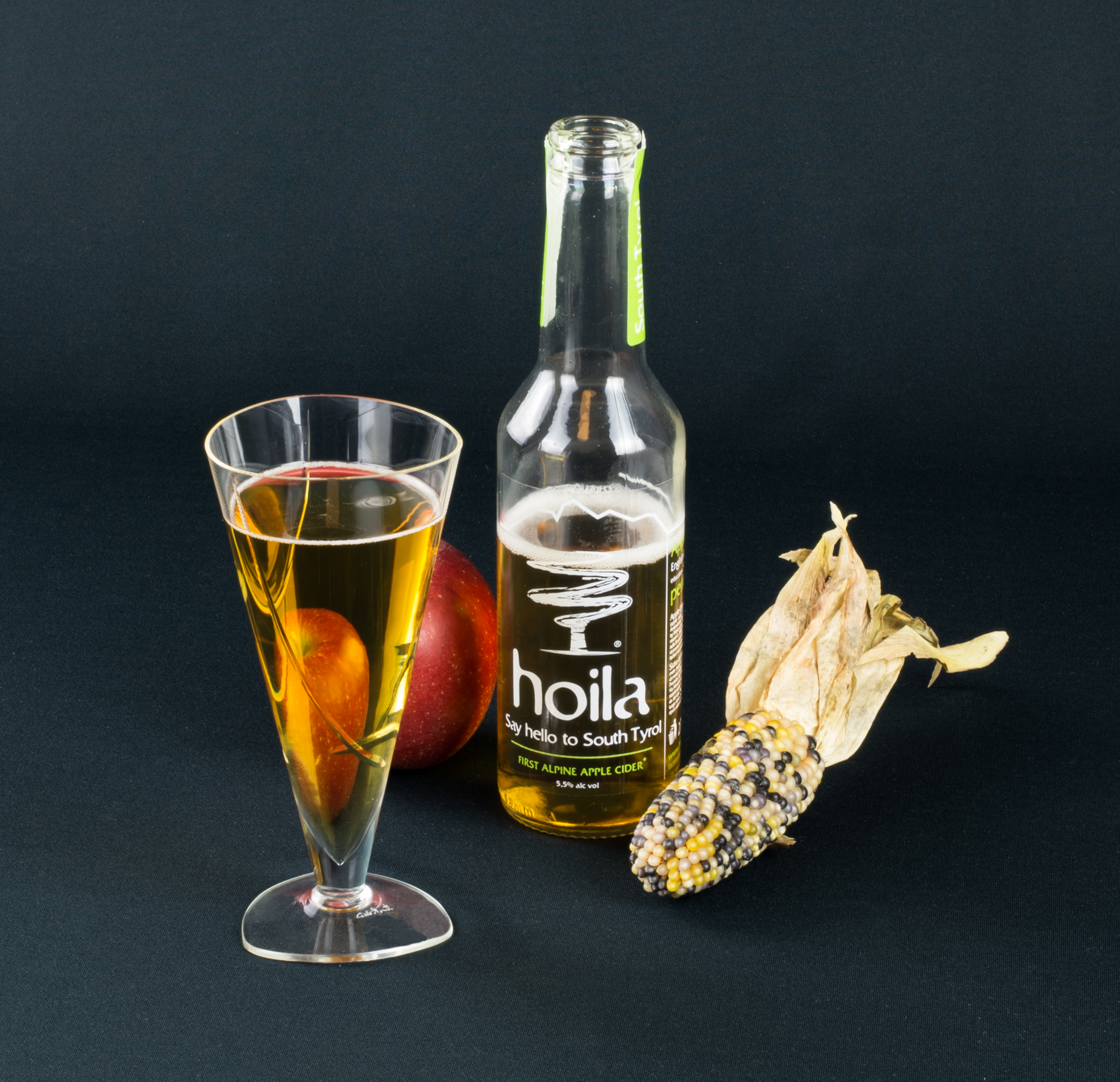
Cider
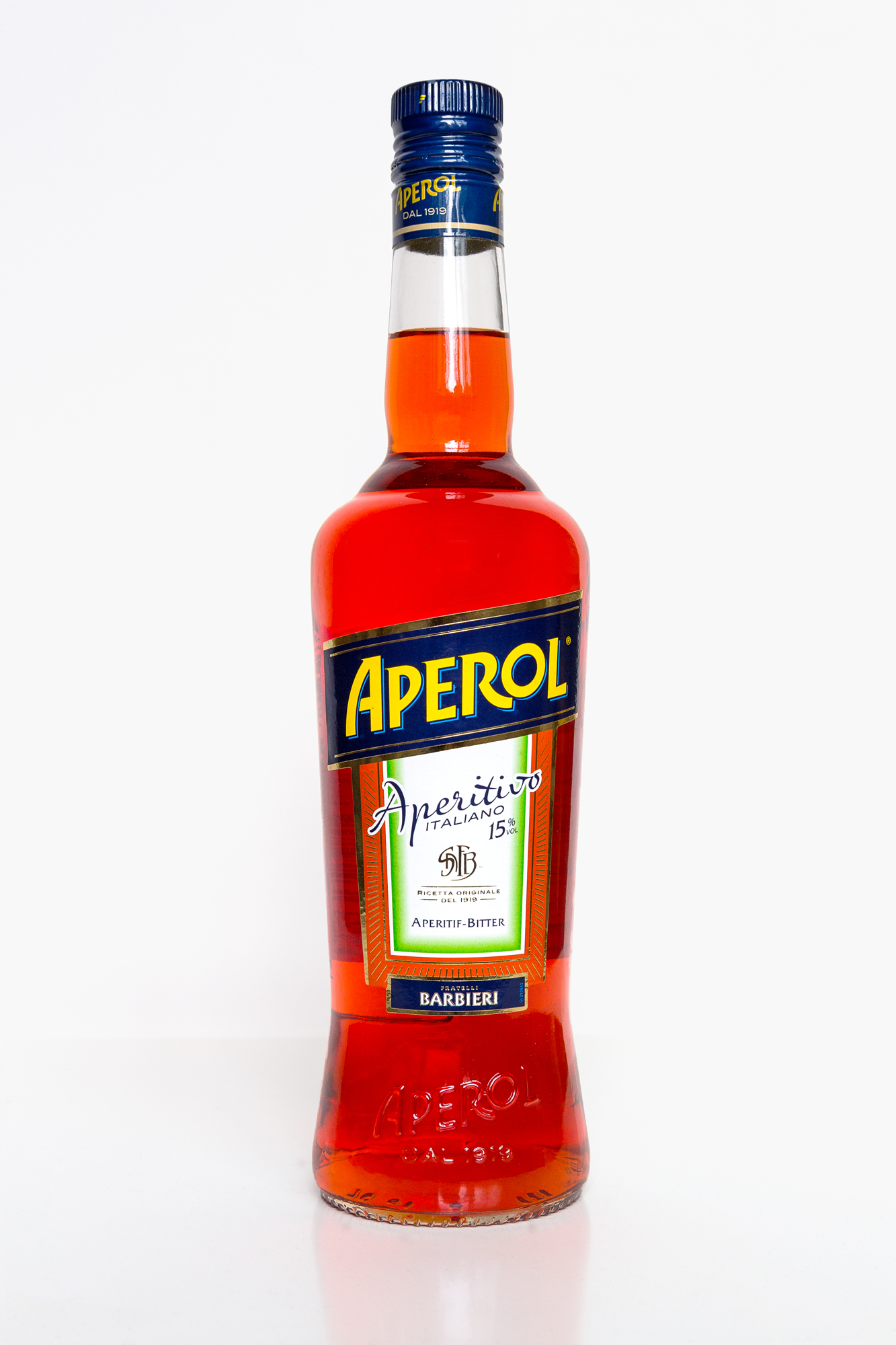
Apertif
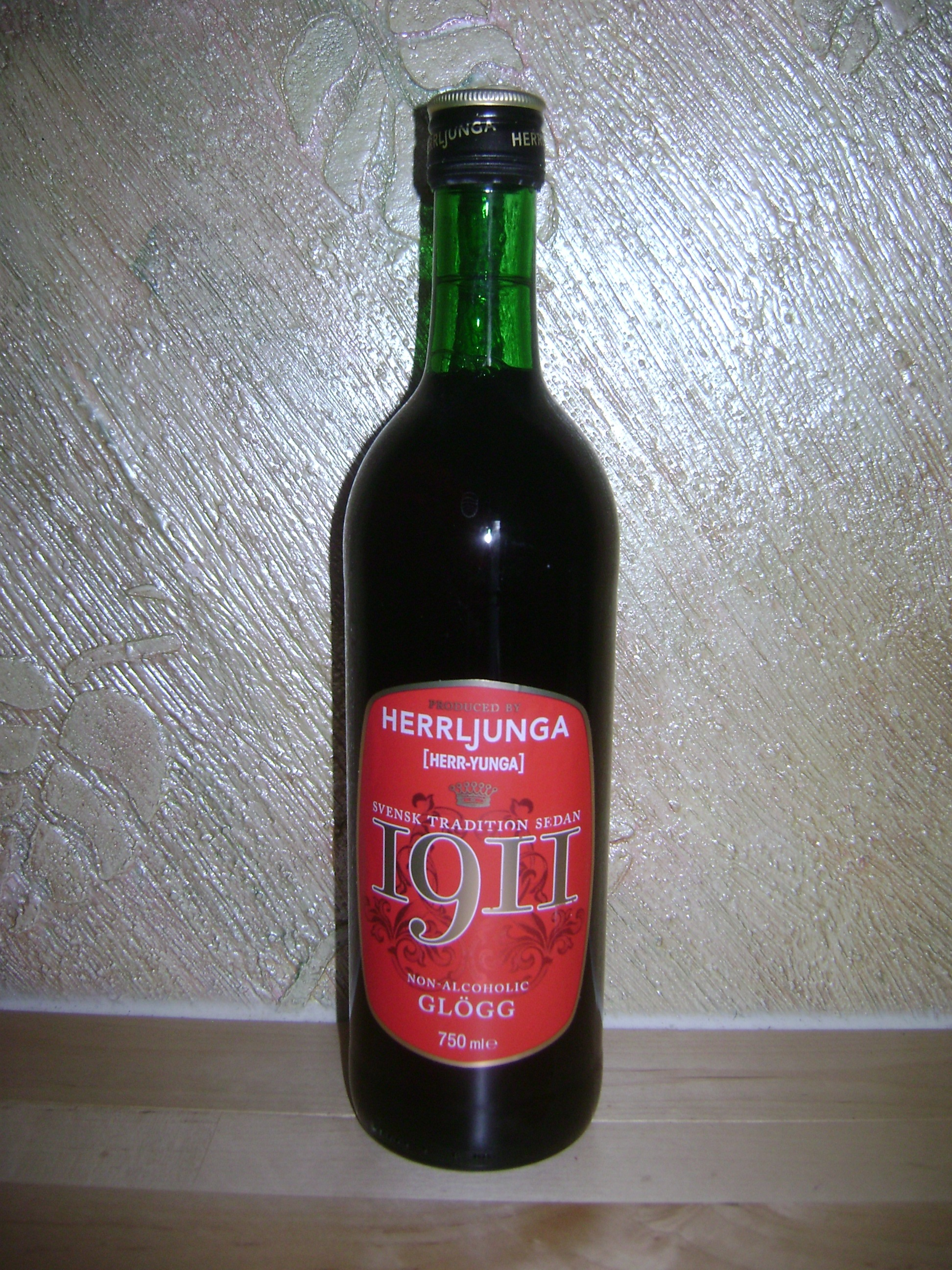
Glögg
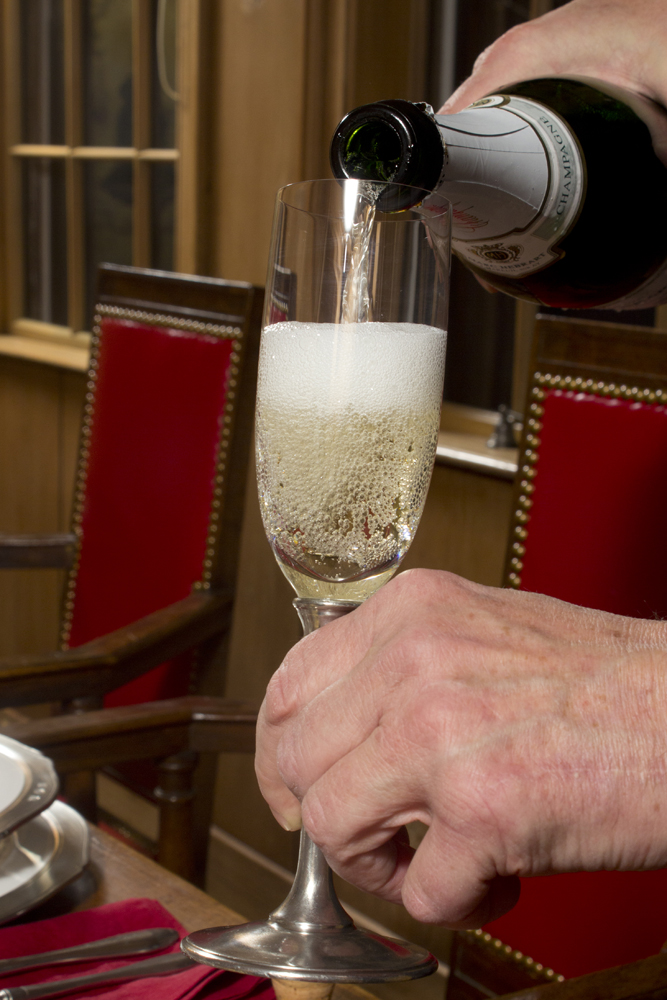
Mousserande